# 地蔵寺 (徳島県板野町)

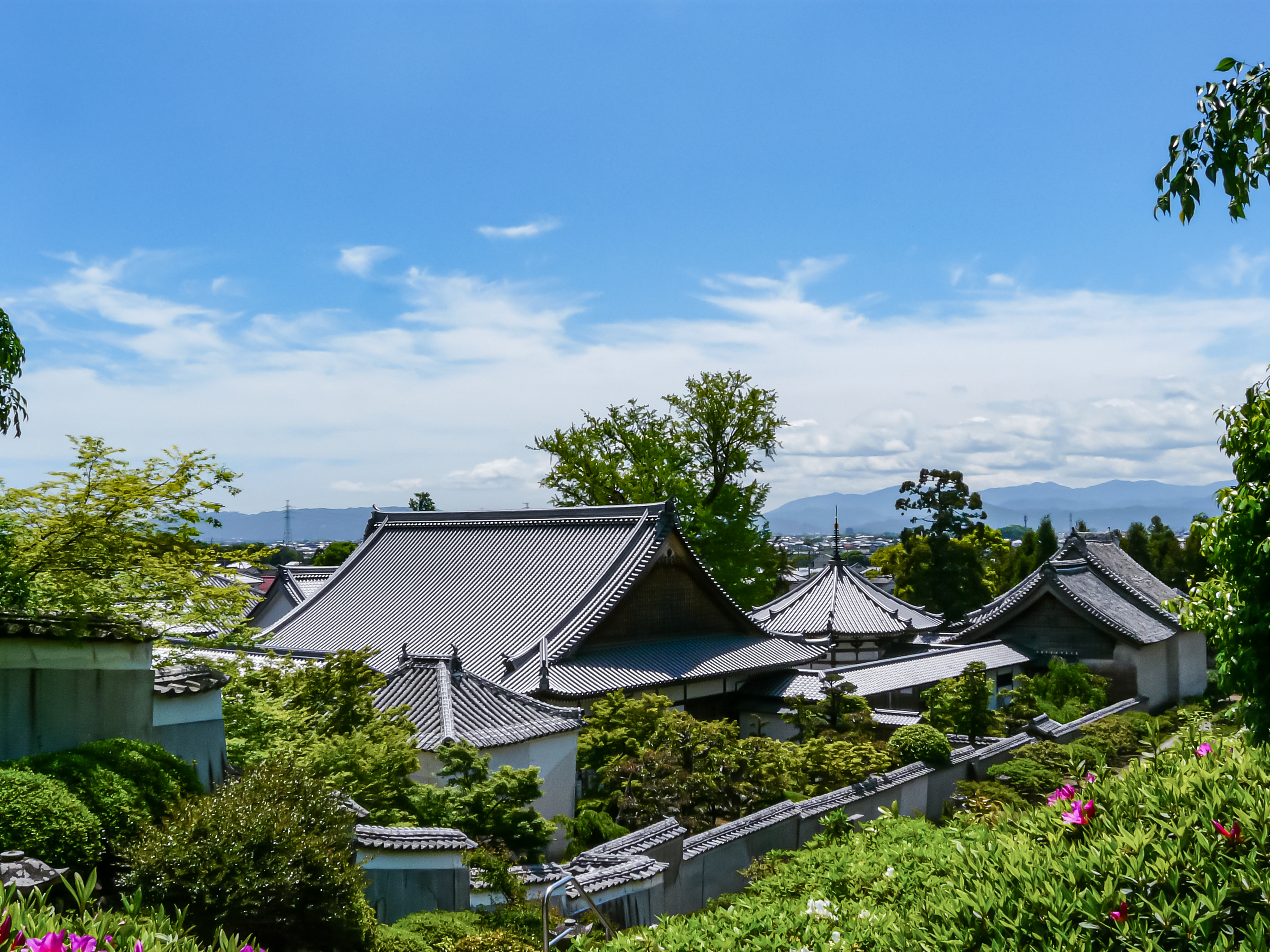
堂宇外観

地蔵寺（じぞうじ）は、徳島県板野郡板野町羅漢にある真言宗御室派の寺院。無尽山（むじんざん）荘厳院（しょうごんいん）と号す。本尊は地蔵菩薩（延命地蔵）と、その胎内仏の地蔵菩薩（勝軍地蔵）。四国八十八箇所第五番札所、阿波西国三十三観音霊場（東部）第24番札所。
- 本尊真言：おん かかかびさんまえい そわか
- ご詠歌：六道（ろくどう）の能化（のうげ）の地蔵大菩薩 導（みちび）き給えこの世後（のち）の世
- 納経印：当寺本尊、奥ノ院五百羅漢、阿波西国霊場如意輪観音

## 歴史
寺伝によれば弘仁12年（821年）、嵯峨天皇の勅願により空海（弘法大師）が一寸8分（約5.5 cm）の甲冑を身にまとい馬にまたがる姿をしていると云われる勝軍地蔵菩薩を自ら刻み、本尊として開創したと伝えられる。
嵯峨・淳和・仁明の3代の天皇の帰依が篤かった。宇多天皇の頃、紀州熊野権現の導師であった浄函上人が、熊野権現の託宣によって霊木に2尺7寸（約80 cm）の延命地蔵菩薩を刻み、前述の勝軍地蔵菩薩を胎内に納めたという。
本尊が勝軍地蔵というところから源義経などの武将の信仰も厚くかった。当時は伽藍の規模も壮大で26の塔頭と、阿波・讃岐・伊予の3国で300あまりの末寺を持ったという。しかし、天正10年（1582年）に長宗我部元親の兵火によりすべて焼失。江戸時代、徳島藩主蜂須賀氏の庇護を受け、歴代住職や信者の尽力により再興された。
2024年末、一年以上かけて行われていた本堂と不動堂の屋根の吹き替え天井の修復が終了した。

## 伽藍
- 石柱門：「不許葷酒入山門」の石柱から当寺は始まり、両側には桜と松が並ぶ。
- 山門（二天門）：単層、左右に二天像を安置。
- 本堂：本尊は秘仏の地蔵菩薩半跏像で、前立には胎内仏を模した勝軍地蔵菩薩。
- 大師堂：大師像を拝観できる。天井には天女が舞う。
- 不動堂：不動明王立像、両脇に如意輪観音（阿波西国24番）と八臂弁財天。本堂と棟続きで左側は恵比寿堂になっている。
- 八角堂：金色に輝く観音立像
- 淡島堂：和歌山県の淡島神社の分身とされる。
- 水子地蔵尊（水琴窟）：庫裡の玄関左にも水琴窟がある。
- たらちね大銀杏：樹齢800年を越えるといわれる大木。
- 修行大師像：台座には大師の物語を描いた絵
- 句碑歌碑：本堂の背後から五百羅漢へ向かう道の両脇に4基ある。「道岐れすなはち遍路しるべかな」「盆近しホースを長くたぐり寄せ 祖父母の墓を洗う息子よ」「大河の闇豊かなり二番藍」「百薬に優る遍路に出でにけり」

山門を入って行くと右に大銀杏がありその先で石畳が交差している。左に進むと左手に手水鉢があり、正面奥に本堂が建つ。その右手には不動堂・恵比須堂があり、石畳を戻ると手水鉢の向かいに水琴窟のある水子地蔵がある。大師堂は本堂に向かい合わの位置にある。大師堂の右に淡島堂がある。納経所は山門の正面にある庫裏の右端である。庫裏の左前には八角堂がある。
- 宿坊：なし
- 駐車場：50台・バス10台。無料。

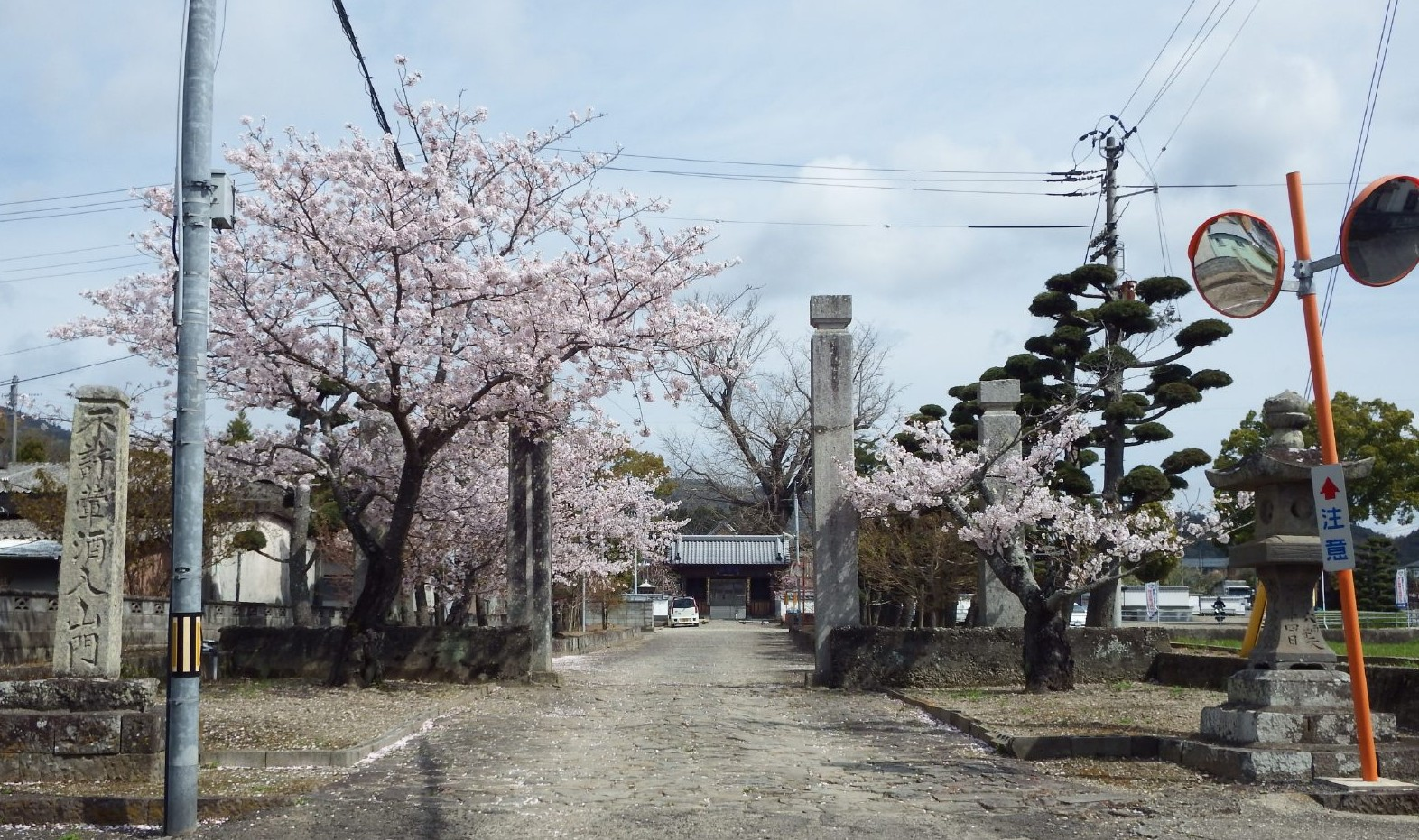
参道
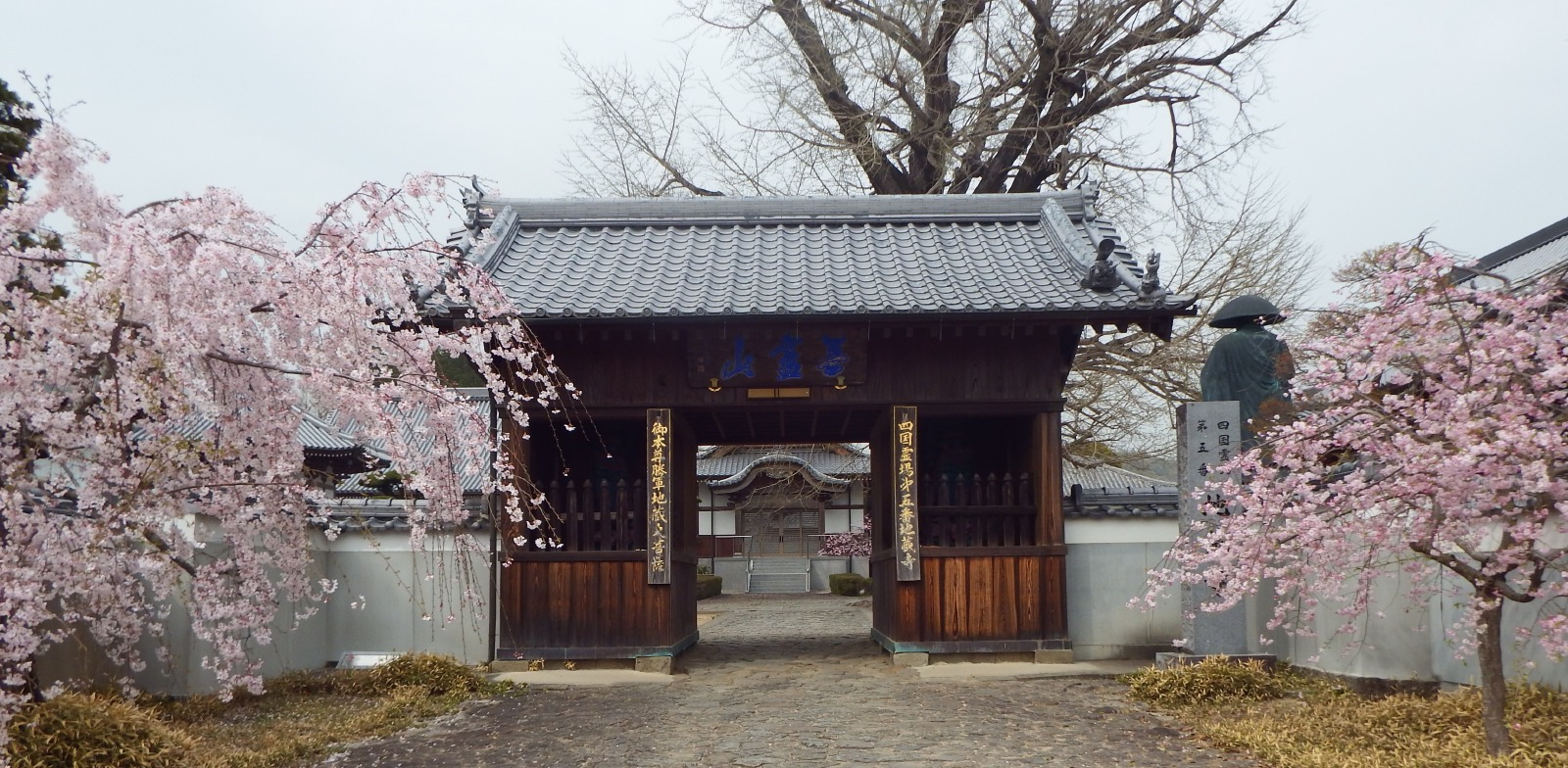
山門
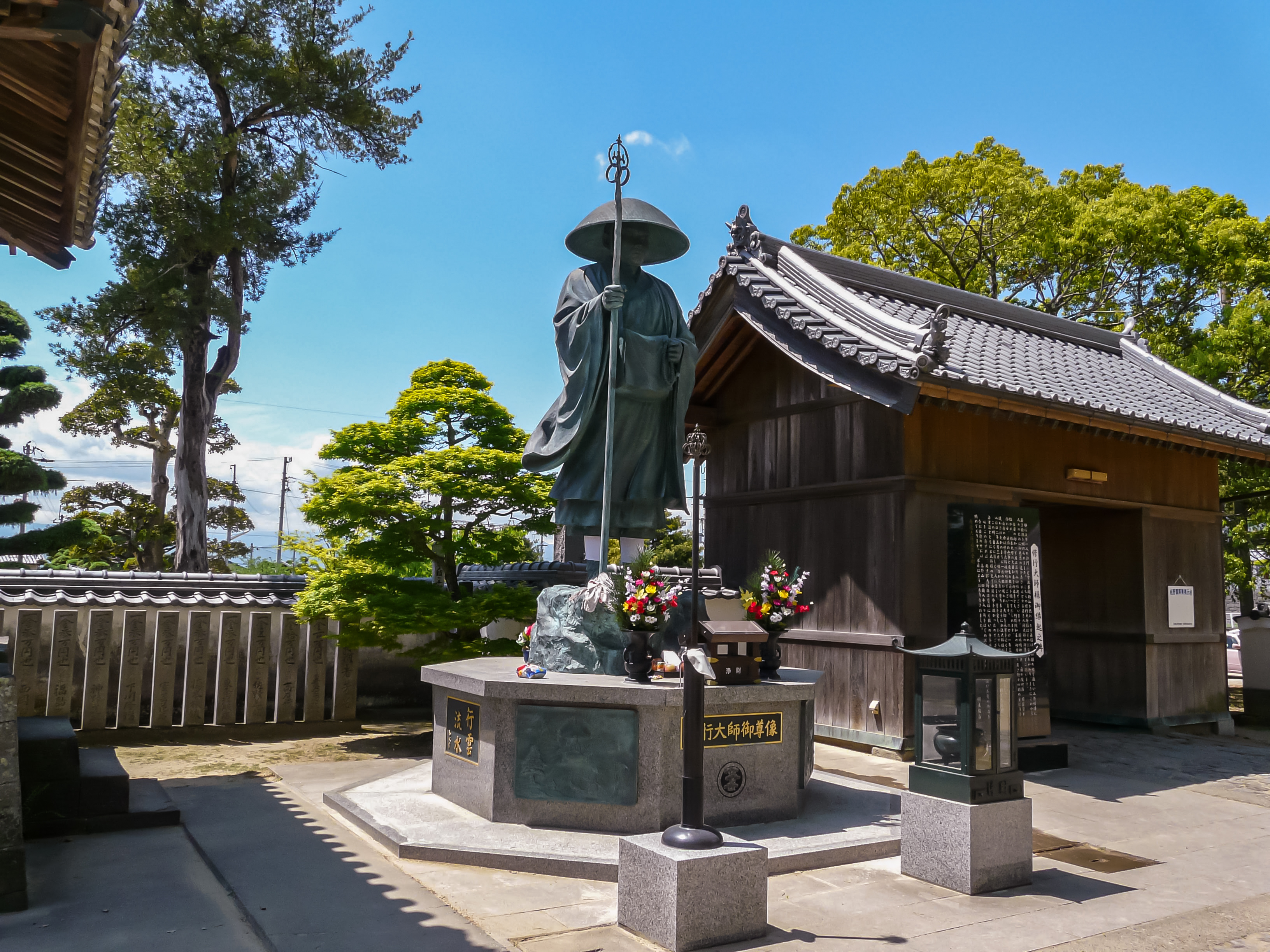
修行大師像
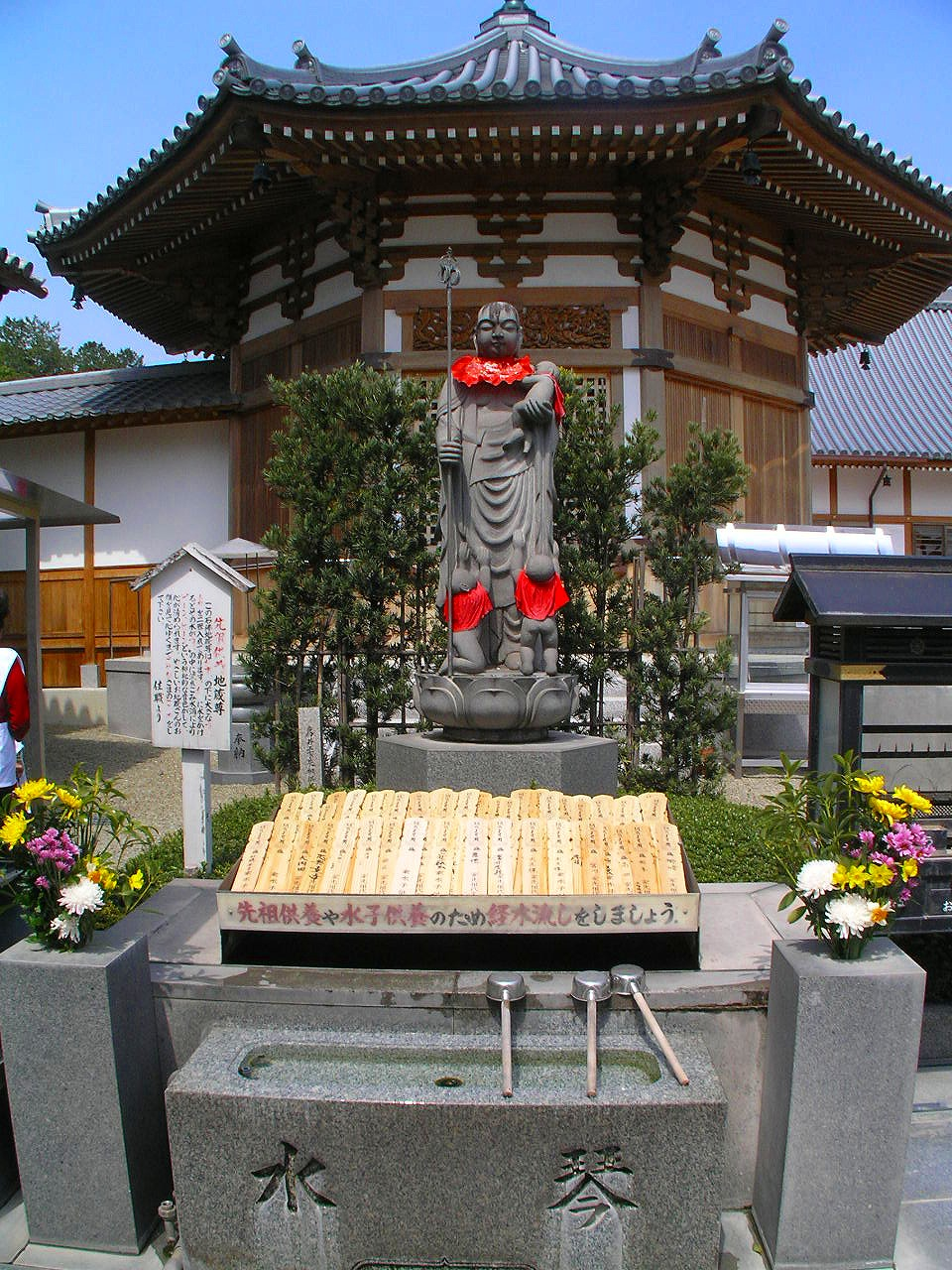
水子地蔵と八角堂
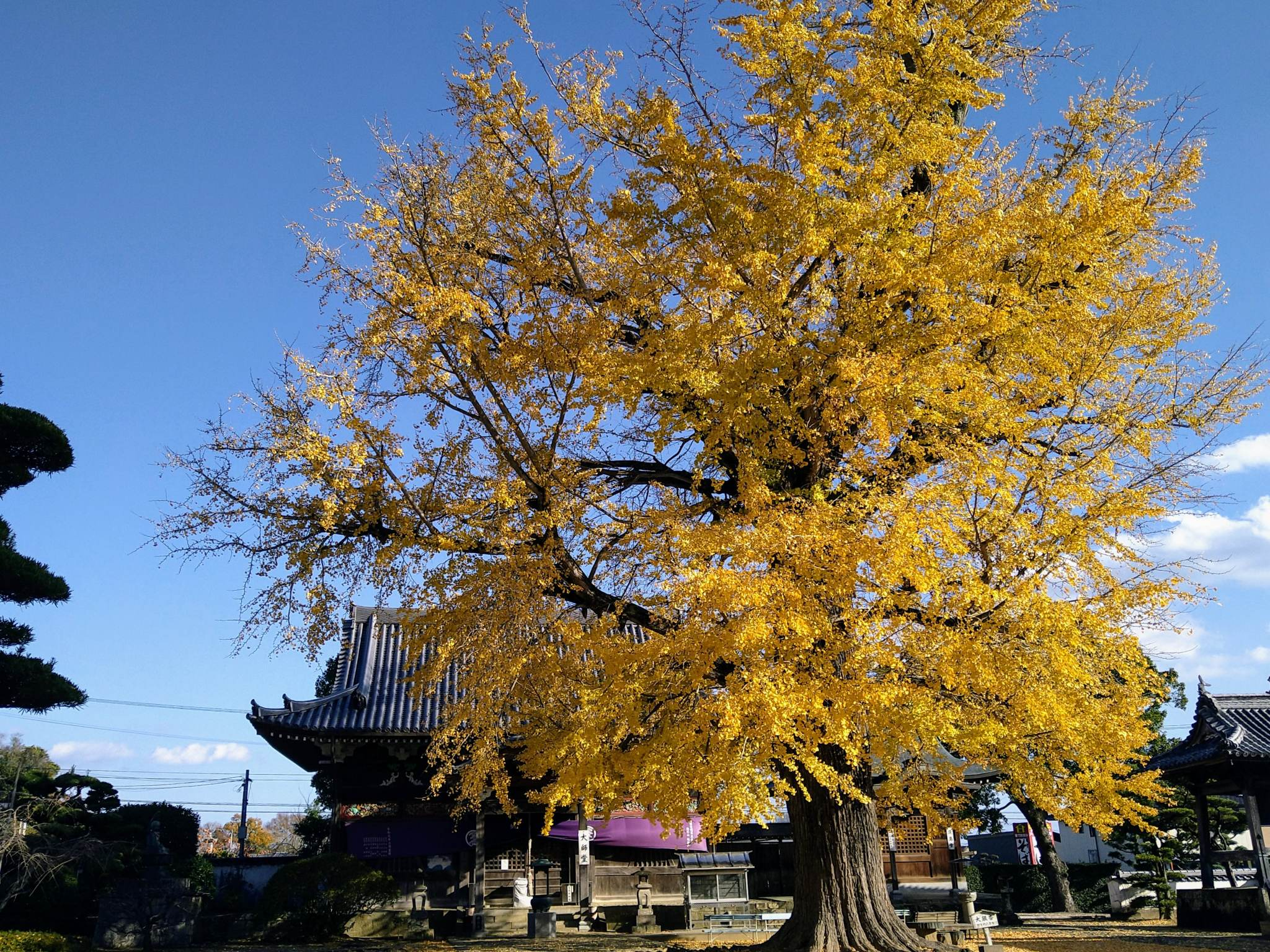
たらちね銀杏
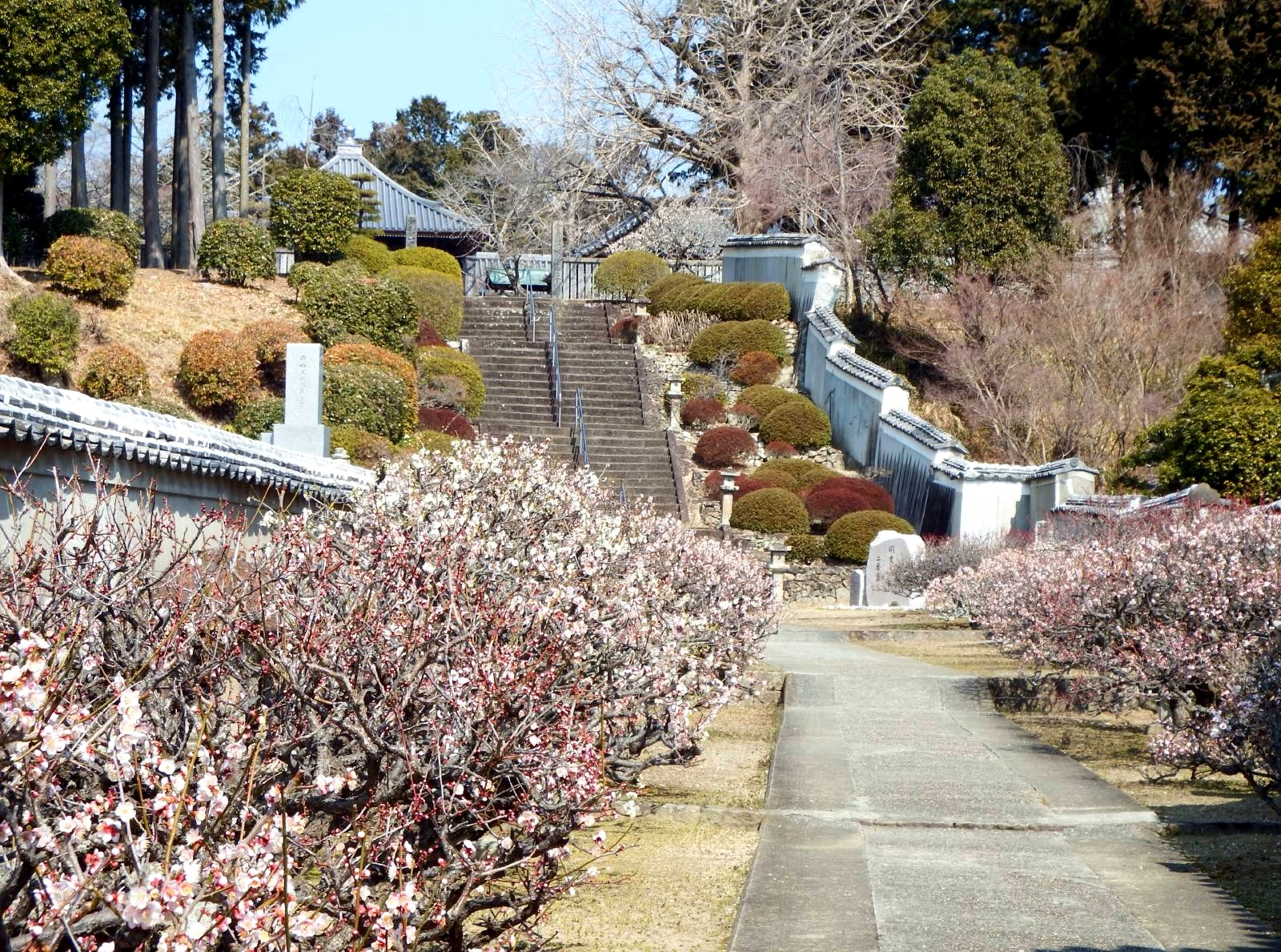
五百羅漢への道

## 文化財
国の史跡
- 阿波遍路道 地蔵寺境内：約3.6ha。2019年10月16日指定[1][2][3]

国の登録有形文化財
- 本堂  （以下5件2011年1月26日登録）[4]
- 不動堂[5]
- 大師堂[6]
- 経蔵[7]
- 五百羅漢堂（奥の院）[8]

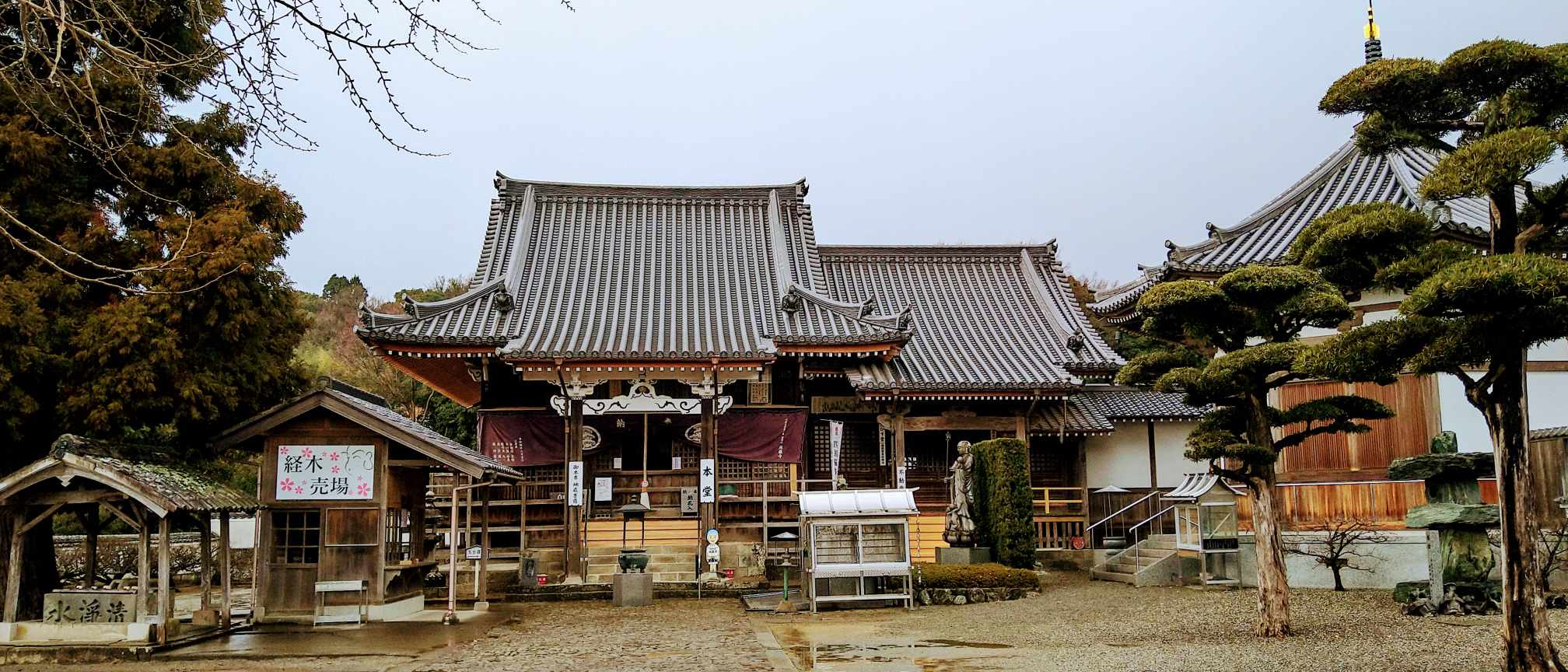
本堂（左）と不動堂
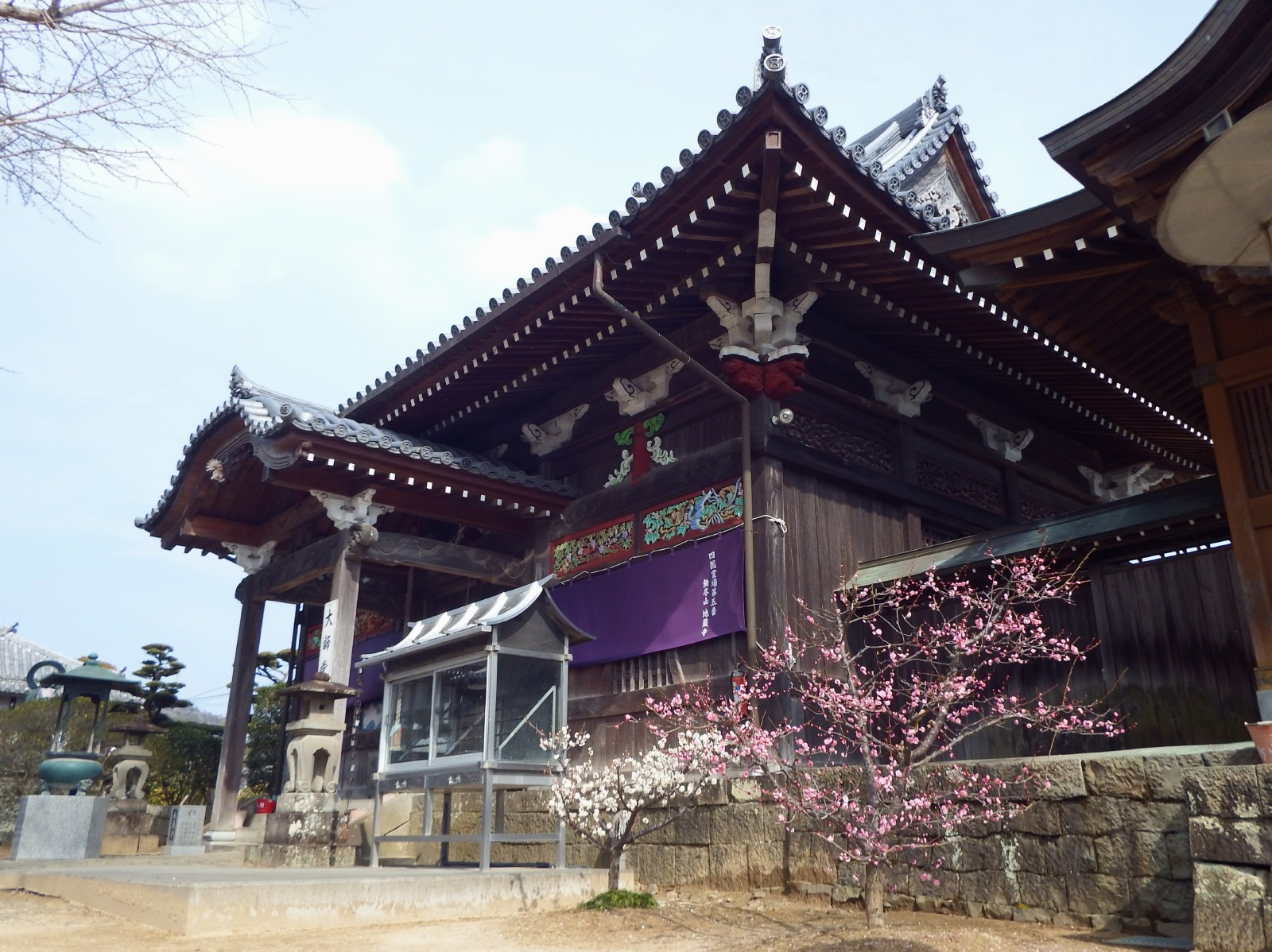
大師堂
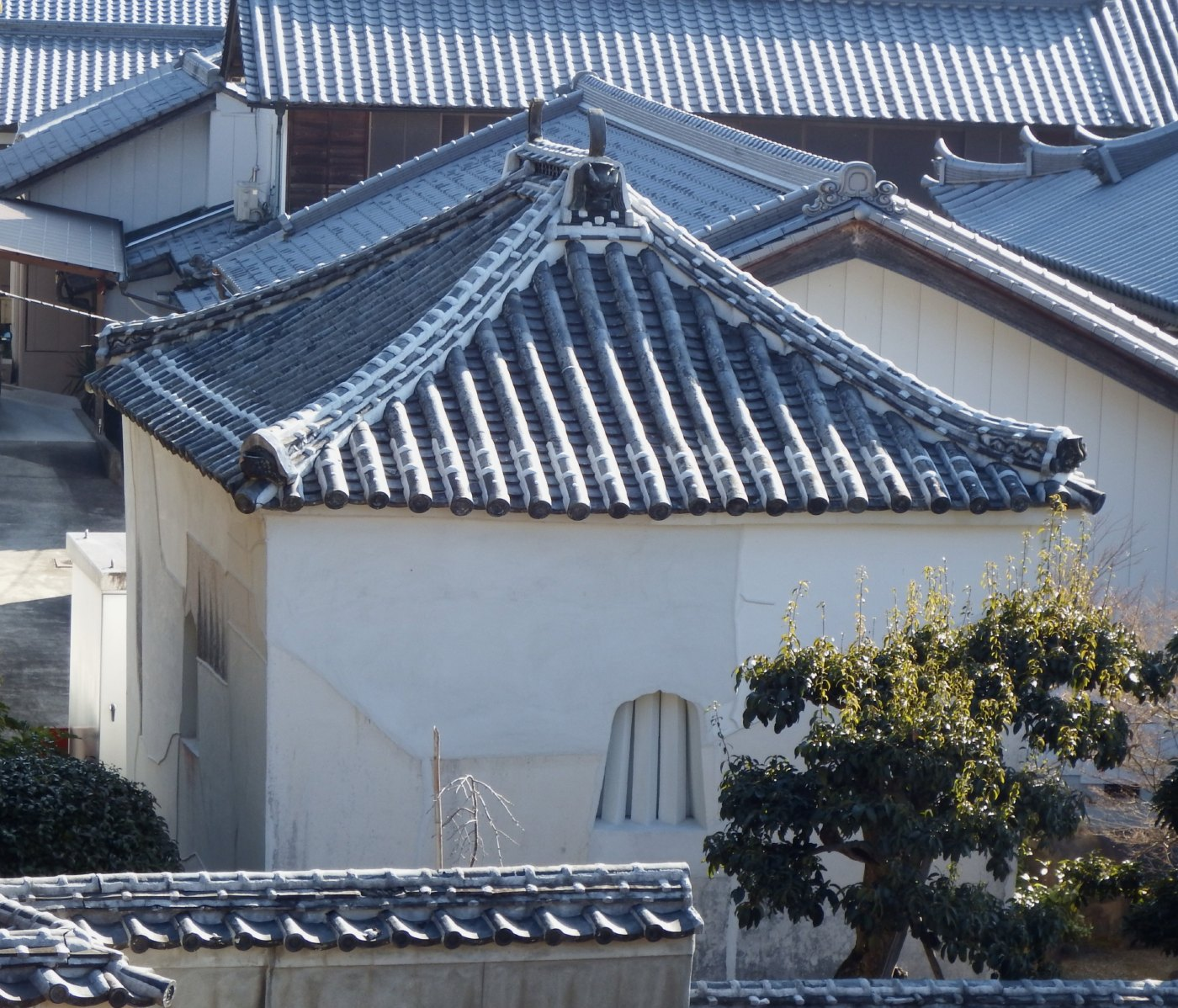
経蔵
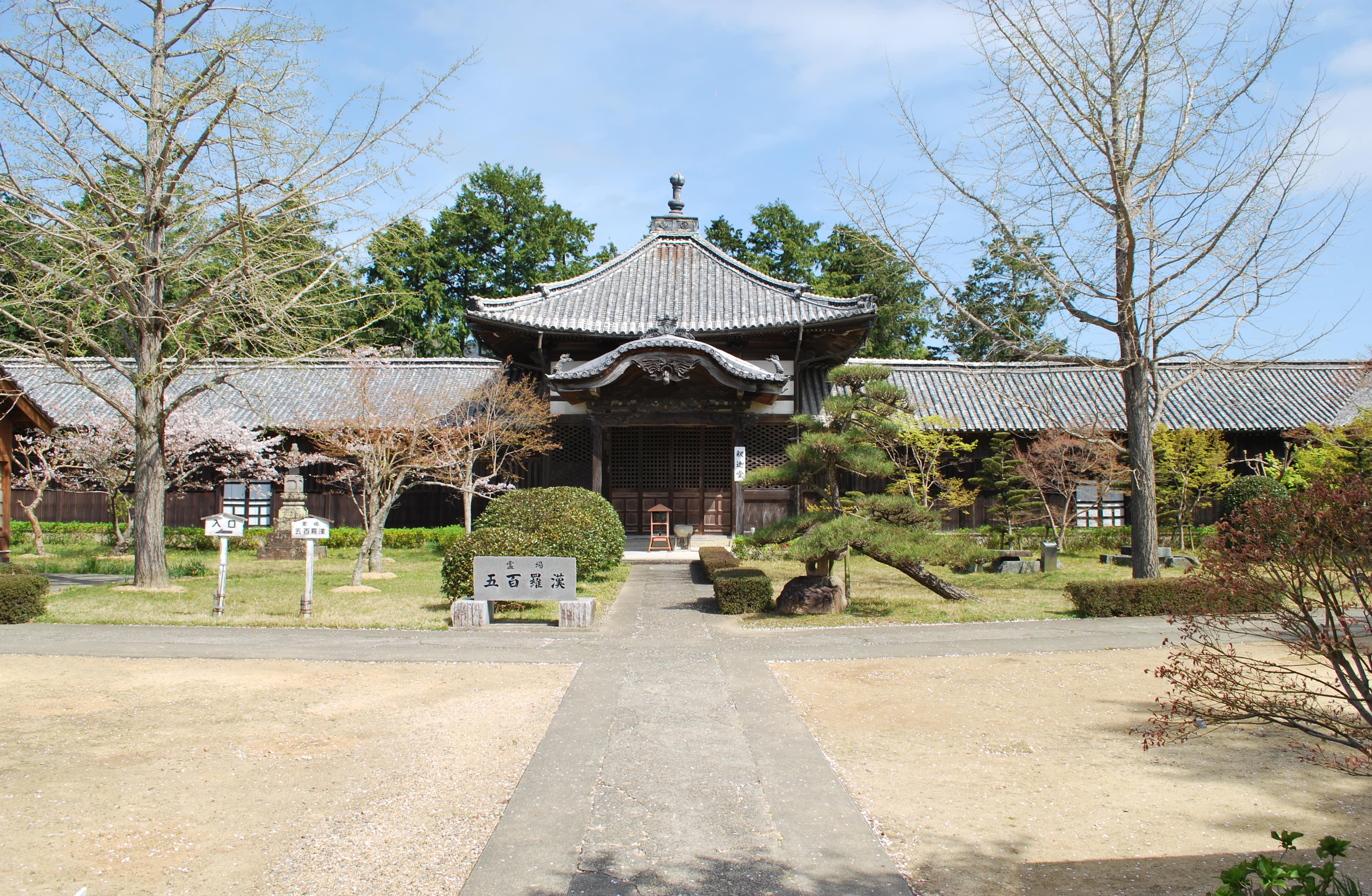
五百羅漢堂（奥の院）

板野町指定史跡
- 地蔵寺

## 年中行事
- 大護摩供養が、毎年3月第1日曜日に行われる。

## 交通アクセス
鉄道
- 四国旅客鉄道（JR四国） 高徳線 - 板野駅下車 (3.4 km)

バス
- 徳島バス鍛冶屋原線「羅漢」下車 (0.3 km)

道路
- 一般道：県道34号線 羅漢 (0.2 km)
- 自動車道：高松自動車道 板野IC (5.0 km)、徳島自動車道 藍住IC (6.0 km)

## 奥の院

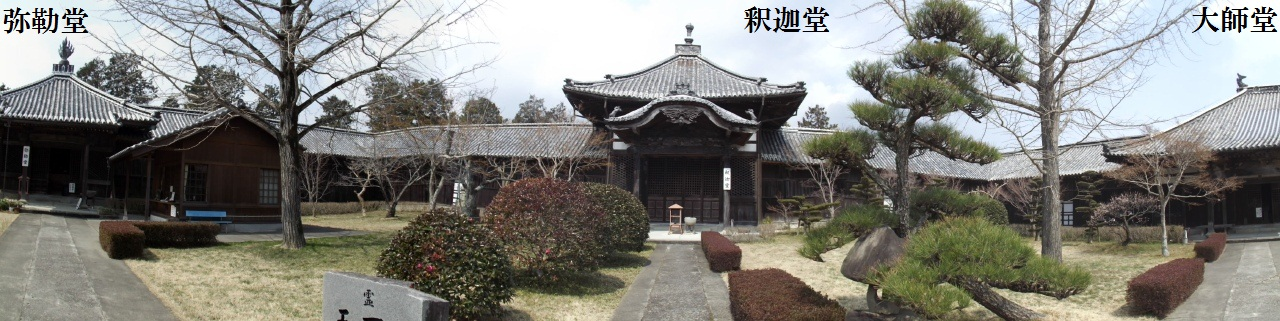
五百羅漢堂

五百羅漢堂（五百羅漢）
本寺の北側にある。安永4年（1775年）に実聞・実名という兄弟の僧によって創建された。木造の羅漢は全国でも珍しい。地元では「羅漢さん」の名で親しまれている。1915年（大正4年）の火災で焼失し、その後1922年（大正11年）に再建したのが現在の堂で、3度目の復興であるが羅漢像は二百体ほどになっている。
真ん中に高さ4丈の釈迦如来坐像を祀る釈迦堂、右に大きな大師像を祀る大師堂、左に大きな弥勒菩薩坐像を祀る弥勒堂とそれらを繋ぐ回廊がコの字型に並び、回廊にほぼ等身大の五百羅漢が並ぶ。

## 前後の札所
四国八十八箇所
4 大日寺 -- (2.0 km)-- 5 地蔵寺 -- (5.3 km)-- 6 安楽寺
阿波西国三十三観音霊場（東部）
23 金泉寺 -- 24 地蔵寺 -- 25 大山寺